# Limnophora hagenensis
Limnophora hagenensis är en tvåvingeart som beskrevs av Shinonaga 2005. Limnophora hagenensis ingår i släktet Limnophora och familjen husflugor. Inga underarter finns listade i Catalogue of Life.